# Thranius ampliaticollis
Thranius ampliaticollis är en skalbaggsart som beskrevs av Heller 1916. Thranius ampliaticollis ingår i släktet Thranius och familjen långhorningar.
Artens utbredningsområde är Filippinerna. Inga underarter finns listade i Catalogue of Life.